# Méarnsétine
La méarnsétine est un composé organique de la famille des flavonols O-méthylés, un type de flavonoïde. Il est notamment présent dans Elaeocarpus lanceifolius.

## Hétéroside
La méarnsétine 3,7-dirhamnoside est présent dans Asplenium antiquum.